# .iq
.iq és el domini de primer nivell territorial (ccTLD) de l'Iraq.
Aquest domini va estar en estat dubtós durant uns quants anys, perquè el gestor delegat era a la presó a Texas, acusat de tenir relacions amb Hamas (una organització declarada com a terrorista pel Departament d'Estat dels Estats Units), acusació per la qual fou condemnat el 2005. Es va començar a parlar de tornar-lo a delegar i engegar durant la invasió de l'Iraq de 2003, i el 2005, l'ICANN va aprovar-ne la redelegació a la Comissió Iraquiana de Comunicacions i Medis.
Els registres es fan dins d'aquestes categories:
- .iq: General
- gov.iq: Entitats governamentals
- edu.iq: Institucions educatives
- com.iq: Entitats comercials
- mil.iq: Institucions militars
- org.iq: Organitzacions sense ànim de lucre
- net.iq: Proveïdors de xarxa